# Шієу-Одорхей
Шієу-Одорхей (рум. Șieu-Odorhei) — село у повіті Бистриця-Несеуд в Румунії. Адміністративний центр комуни Шієу-Одорхей.
Село розташоване на відстані 332 км на північний захід від Бухареста, 15 км на захід від Бистриці, 67 км на північний схід від Клуж-Напоки.

## Населення
За даними перепису населення 2002 року у селі проживали 748 осіб.
Національний склад населення села:
| Національність | Кількість осіб | Відсоток |
| -------------- | -------------- | -------- |
| румуни         | 658            | 88,0%    |
| угорці         | 72             | 9,6%     |
| німці          | 8              | 1,1%     |
| цигани         | 5              | 0,7%     |
| українці       | 5              | 0,7%     |

Рідною мовою назвали:
| Мова      | Кількість осіб | Відсоток |
| --------- | -------------- | -------- |
| румунська | 663            | 88,6%    |
| угорська  | 72             | 9,6%     |
| циганська | 5              | 0,7%     |
| німецька  | 5              | 0,7%     |